# Župnija Kidričevo
Župnija Kidričevo je rimskokatoliška teritorialna župnija, dekanije Ptuj, Ptujsko-Slovenjegoriškega naddekanata, ki je del nadškofije Maribor.

## Sakralni objekti
- cerkev sv. Družine, (župnijska cerkev)
- kapela sv. Družine, na vojaškem pokopališču